# Драган Травица
Драган Травица (ит. Dragan Travica; Загреб, 28. август 1986) је италијански одбојкаш српског поријекла. Висок је 200 cm и игра на позицији техничара у Халкбанци из Анкаре. Његов отац је Љубомир Травица, бивши југословенски репрезентативац и некадашњи селектор одбојкашке репрезентације Србије и Црне Горе.

## Играчка каријера

### Клупска каријера
Драган Травица је, у млађим категоријама, стицао искуство у Сислију из Тревиза, да би, као шеснаестогодишњак, 2002. започео професионалну каријеру у трећелигашу Сира Фалконари. Годину дана касније (2003) је прешао у Модену, у којој је провео двије сезоне. Није много играо, па је 2005. потписао за друголигаша Премијер Хотелс Крему, али се већ 2006. обрео у миланском Спарклингу, у ком ће стећи пуну афирмацију. Услиједио је 2008. повратак у Модену, потом двије сезоне (2009 - 2011) у Монци и, након одличних издања на Европском првенству 2011, прилично јак уговор са Лубеом. Услиједиле су двије веома добре године (титула у сезони 2011/12. и Суперкуп Италије 2012), али се шампионске амбиције и издашна понуда руског великана Белогорја нијесу могле игнорисати, па је услиједила нова селидба. Са белгородским тимом је, коначно, освојена Лига шампиона (2013/14), као и три домаћа трофеја: Куп (2013) и Суперкуп Русије (2013, 2014).
У јулу 2015. је поново промијенио средину. Ново одредиште је Анкара, односно тамошњи Халкбанк.

### Репрезентативна каријера
Рано исказане способности наметале су питање: да ли ће Драган Травица наступати за репрезентацију државе у којој се афирмисао (Италија) или за национални тим очеве домовине (Србија). Он је 11. новембра 2007. дебитовао за азуре у једној ревијалној утакмици.
Стандардни је члан италијанског сениорског тима од 2009. године. Има шест медаља, двије сребрне (европска првенства 2011. и 2013) и четири бронзане (Олимпијске игре 2012, Свјетска лига 2013. и 2014, као и Велики куп шампиона 2013).
Један је од четворице играча који су, пред одлазак на завршни турнир Свјетске лиге 2015, удаљени из првог тима.